# Wu Kegang
Wu Kegang (chinois traditionnel : 吳克剛 ; chinois simplifié : 吴克刚 ; pinyin : wú kègāng) ou Wu Yanghao, dit Chen (ou Jun Yi 君毅), né le 21 décembre 1903 à Suzhou (Anhui) et décédé en mai 1999, à Taïwan, est un anarchiste défendant l'anarcho-syndicalisme
C'est un proche ami de Ba Jin (巴金). Il prépare le terrain dans un bistrot du 62, rue de la Roquette, à Paris, le 12 février 1927, avec le russe Makhno, le polonais Ranko (Benjamin Goldberg), soit le groupe du Dielo Trouda, une semaine avant l'arrivée de Ba Jin, gare de Lyon, dans le but de gérer la plateforme Arshinov, une plateforme anarchiste,,.
En 1956, il est nommé professeur du département d’économie coopérative de l’université nationale Chung-hsing (en), à Taichung.